# Faluån
La Faluån (littéralement la rivière de Falun) est une rivière de Dalécarlie appartenant au bassin versant du fleuve Dalälven. 

## Géographie
Elle est longue de 4 km entre les lacs Varpan et Runn, mais environ 50 km si on inclut les sources du lac Varpan. La rivière traverse la ville minière de Falun qu'elle divise en deux parties avec grande montagne de cuivre de Falun d'un côté et la ville de l'autre. 